# Bełowo (gmina)
Bełowo (bułg. Община Белово)  − gmina w południowo-zachodniej Bułgarii, w obwodzie Pazardżik.

## Miejscowości
Miejscowości wchodzące w skład gminy Bełowo:
- Akandżiewo (bułg.: Aканджиево),
- Bełowo (bułg.: Белово) − siedziba gminy,
- Dybrawite (bułg.: Дъбравите),
- Gabrowica (bułg.: Габровица),
- Goljamo Bełowo (bułg.: Голямо Белово),
- Menenkjowo (bułg.: Мененкьово),
- Momina klisura (bułg.: Момина клисура),
- Sestrimo (bułg.: Сестримо).